# Verschränkungsmaß
Verschränkungsmaße quantifizieren in der Quantenmechanik wie viel Verschränkung in einem Quantenzustand enthalten ist. Formell ist ein Verschränkungsmaß jede nichtnegative Funktion eines Zustandes, die sich unter lokalen Operationen und klassischer Kommunikation (LOCC) nicht vergrößern kann (sogenannte Monotonie) und für separable (nicht-verschränkte) Zustände null ist. Im allgemeinen Fall gemischter Zustände ist ein Verschränkungsmaß eine Funktion der Dichtematrix des Zustandes.

## Klassifizierung
Verschränkung ist eine reichhaltige und komplexe Eigenschaft. Daher gibt es verschiedene Verschränkungsmaße, die teilweise verschiedene Arten von Verschränkung charakterisieren. Auch gibt es verschiedene Arten Verschränkungsmaße zu definieren. Zum einen gibt es operative Verschränkungsmaße, wie zum Beispiel die destillierbare Verschränkung oder die Verschränkungskosten. Des Weiteren gibt es abstrakt definierte Maße, wie zum Beispiel solche die auf konvexen Dach-Konstruktionen basieren (z. B. Concurrence und Formationsverschränkung) oder basierend auf dem Abstand zu separablen Zuständen, wie z. B. die Relative Verschränkungsentropie oder Verschränkungsrobustheit.

## Verschränkung zwischen zwei Systemen
Die Verschränkung zwischen zwei Systemen (bipartite Verschränkung) ist der grundlegende, best-untersuchte Fall. Nur zwischen zwei Systemen ist eine maximale Verschränkung möglich (Monogamie der Verschränkung). Bisher ist eine Vielzahl unterschiedlicher Verschränkungsmaße zwischen zwei Systemen bekannt. Diese sind im Allgemeinen nicht linear geordnet, das heißt, es gibt Verschränkungsmaße VM1 und VM2 und Zustände ρ und σ, so dass
{\displaystyle \operatorname {VM1} (\rho )<\operatorname {VM2} (\rho )} und {\displaystyle \operatorname {VM1} (\sigma )>\operatorname {VM2} (\sigma )}

### Verschränkungsentropie
Für einen reinen Zustand {\displaystyle \rho =|\psi \rangle \langle \psi |} eines Systems aus zwei Teilsystemen ist die Verschränkungsentropie {\displaystyle V_{E}} (engl.: entropy of entanglement) das Standardmaß für Verschränkung. Sie ist gegeben durch die Von-Neumann-Entropie mit {\displaystyle \log _{2}} dem Matrixlogarithmus zur Basis 2
{\displaystyle S(\rho )=-\operatorname {Tr} \left(\rho \log _{2}\,\rho \right)},
angewandt auf das reduzierte Zustandsgemisch des einen Teilsystems nach Eliminierung des anderen:
{\displaystyle V_{E}(\rho _{AB})=S(\rho _{A})=S(\rho _{B})},
wobei {\displaystyle \rho _{A}=\operatorname {Tr} _{B}\rho _{AB}} der reduzierte Zustand im ersten (bzw. {\displaystyle \rho _{B}=\operatorname {Tr} _{A}\rho _{AB}} im zweiten) System ist und {\displaystyle \operatorname {Tr} _{x}} die Partialspur über das Teilsystem {\displaystyle x=A,B} bezeichnet. Dieses Maß stimmt (bei einem reinen Gesamtzustand) insbesondere mit den weiter unten definierten Maßen „Relative Entropie der Verschränkung“, „Verschränkungskosten“ und „Destillierbare Verschränkung“ überein.
Das Maß lässt sich über eine convex roof construction von reinen auf gemischte Zustande verallgemeinern. Dann erhält man die weiter unten definierte „Formationsverschränkung“.

### Relative Entropie der Verschränkung
Die Relative Entropie der Verschränkung für reine und gemischte Zustände {\displaystyle \rho } ist
{\displaystyle E_{R}(\rho )=\inf _{\sigma }S(\rho ||\sigma )}
mit der bedingten Von-Neumann-Entropie S.

### Concurrence
Die Concurrence beträgt Null für alle separablen Zustände und Eins für einen maximal verschränkten 2-Qubit Zustand. Für reine 2-Qubit Zustände {\displaystyle |\psi \rangle =\alpha |{\uparrow }{\uparrow }\rangle +\beta |{\uparrow }{\downarrow }\rangle +\gamma |{\downarrow }{\uparrow }\rangle +\delta |{\downarrow }{\downarrow }\rangle } ist die Concurrence analytisch definiert als
{\displaystyle {\mathcal {C}}=2|\alpha \delta -\beta \gamma |}
Für allgemeinere gemischte 2-Qubit Zustände {\displaystyle \rho } existiert die Definition
{\displaystyle {\mathcal {C}}=\max({\sqrt {\lambda _{1}}}-{\sqrt {\lambda _{2}}}-{\sqrt {\lambda _{3}}}-{\sqrt {\lambda _{4}}},0)},
wobei {\displaystyle \lambda _{i}} in absteigender Reihenfolge die Eigenwerte der Matrix {\displaystyle \varrho =\rho \cdot (\sigma ^{y}\otimes \sigma ^{y})\cdot \rho ^{*}\cdot (\sigma ^{y}\otimes \sigma ^{y})} sind mit der Pauli-y Matrix {\displaystyle \sigma ^{y}={\begin{pmatrix}0&-i\\i&0\end{pmatrix}}}.

### Formationsverschränkung
Die Formationsverschränkung misst, wie viel Verschränkungsentropie im Mittel nötig ist, um den Zustand durch Mischung reiner Zustände zu erzeugen. Dieses Maß ist als konvexes Dach der Verschränkungsentropie definiert
{\displaystyle E_{F}(\rho )=\mathrm {inf} \left\{\sum _{i}p_{i}V_{E}(|\psi _{i}\rangle \langle \psi _{i}|):\rho =\sum _{i}p_{i}|\psi _{i}\rangle \langle \psi _{i}|,p_{i}\geq 0\right\}.}
Für den wichtigen Spezialfall von zwei Qubits, lässt sich {\displaystyle E_{F}} als eine einfache, monotone Funktion der Concurrence {\displaystyle {\mathcal {C}}} ausdrücken:
{\displaystyle E_{F}=h\left({\frac {1+{\sqrt {\mathcal {C}}}}{2}}\right)}
mit der binären Entropiefunktion {\displaystyle h(x):=-x\log _{2}(x)-(1-x)\log _{2}(1-x)}.

### Verschränkungskosten
Die Verschränkungskosten für einen Zustand {\displaystyle \rho } bezeichnen das Verhältnis {\displaystyle m/n} im Limit großer Zahlen, wie viele maximal verschränkten Qubit-Paare {\displaystyle m} benötigt würden, um {\displaystyle n} Exemplare des Zustandes {\displaystyle \rho } herzustellen.
{\displaystyle E_{c}(\rho )=\inf\{E\mid \forall \epsilon >0,\delta >0,\exists m,n,\Lambda ,|E-{\frac {m}{n}}|\leq \delta {\text{ und }}D(\Lambda (P_{+}^{\otimes m}),\rho ^{\otimes n})\leq \epsilon \}}

### Negativität
Die Negativität {\displaystyle {\mathcal {N}}} ist ein einfach berechenbares Verschränkungsmaß. {\displaystyle {\mathcal {N}}>0} bedeutet, dass ein Zustand verschränkt ist, wobei es für größere Systeme als zwei Qubits auch verschränkte Zustände mit {\displaystyle {\mathcal {N}}=0} gibt. Für einen allgemeinen Zustand {\displaystyle \rho } gilt
{\displaystyle {\mathcal {N}}(\rho )=||\rho ^{pt}||_{1}-1}.
Hierbei ist {\displaystyle ||\cdot ||_{1}} die Spurnorm (Summe der Beträge aller Eigenwerte) und {\displaystyle \rho ^{pt}} bezeichnet die partiell (das heißt im Unterraum eines betrachteten Teilsystems) transponierte Matrix. Die Negativität schließt somit direkt an das Peres–Horodecki-Verschränktheits-Kriterium an.

### Logarithmische Negativität
Die Logarithmische Negativität {\displaystyle E_{N}} ist analog zur Negativität definiert als
{\displaystyle E_{N}(\rho )=\log _{2}(||\rho ^{pt}||_{1})=\log _{2}({\mathcal {N}}(\rho )+1)}.
Dies hat den Vorteil gegenüber der Negativität, dass sie für Tensorprodukte additiv ist: {\displaystyle E_{N}(\rho \otimes \sigma )=E_{N}(\rho )+E_{N}(\sigma )}. Die Logarithmische Negativität ist eine obere Schranke für die Destillierbare Verschränkung.

### Destillierbare Verschränkung
Die Destillierbare Verschränkung ist definiert als die (asymptotische) Anzahl an maximal verschränkten Qubit-Paaren, die aus dem Zustand mittels LOCC-Operationen hergestellt (destilliert) werden können.

### Verschränkungsrobustheit
Die Verschränkungsrobustheit misst, wie viel Rauschen hinzugefügt werden müsste, um einen Zustand separabel zu machen. Die Verschränkungsrobustheit
{\displaystyle R(\rho )=s}
ist definiert als das kleinste {\displaystyle s} für das der Zustand
{\displaystyle \xi ={\frac {1}{1+s}}(\rho +s\sigma )}
separabel ist mit einem beliebigen separablen Zustand {\displaystyle \sigma }.

### Squashed Entanglement
Die Squashed Entanglement (etwa „zerdrückte Verschränkung“), auch CMI-Verschränkung (für Bedingte Transinformation, engl. Conditional Mutual information), ist aus der klassischen Informationstheorie hergeleitet. Die Squashed Entanglement zwischen zwei Subsystemen A und B ist definiert als
{\displaystyle E_{\mathrm {CMI} }(\rho _{A,B})={\frac {1}{2}}\min _{\rho _{A,B,\Lambda }\in K}S(A:B|\Lambda )}
Mit K als die Menge aller Dichtematrizen {\displaystyle \rho _{A,B,\Lambda }} so dass die Partialspur über das dritte Subsystem {\displaystyle \Lambda } wieder dem bipartiten System entspricht {\displaystyle \rho _{A,B}=\operatorname {Tr} _{\Lambda }(\rho _{A,B,\Lambda })}. Hierbei ist {\displaystyle S(A:B|\Lambda )} die Quanten Bedingte Transinformation, definiert als
{\displaystyle S(A:B|\Lambda )=S(\rho _{A,\Lambda })+S(\rho _{B,\Lambda })-S(\rho _{\Lambda })-S(\rho _{A,B,\Lambda })}
und {\displaystyle S(\rho )} ist die Von-Neumann-Entropie einer Dichtematrix {\displaystyle S(\rho )=-\operatorname {Tr} (\rho \log _{2}\rho )}, je nach Indizes des gesamten Systems oder eines Teilsystems nach Bildung der Partialspur über die jeweils anderen Subsysteme.
Für reine Zustände stimmt die Squashed Entanglement mit der Formationsverschränkung überein.

### Schmidt-Zahl
Im Gegensatz zu den anderen hier genannten Maßen ist die Schmidt-Zahl {\displaystyle E_{\mathrm {Schm} }} ein diskretes Verschränkungsmaß. Der Name leitet sich von der Schmidt-Zerlegung reiner Zustände eines bipartiten Systems (mit Hilbertraum {\displaystyle \psi \in {\mathcal {H}}={\mathcal {H}}_{A}\otimes {\mathcal {H}}_{B}}) ab. Für solche Zustände ist die Schmidt-Zahl definiert als der Rang der reduzierten Dichtematrix in einem der beiden Teilsysteme. Das heißt, {\displaystyle E_{\mathrm {Schm} }(|\psi \rangle \langle \psi |)=\mathrm {Rang} (\mathrm {tr} _{B}(|\psi \rangle \langle \psi |)\in \left\{1,2,\dots ,d\right\}}, wobei {\displaystyle d} gleich der kleineren der Dimensionen von {\displaystyle {\mathcal {H}}_{A}} und {\displaystyle {\mathcal {H}}_{B}} ist. Für Produktzustände gilt {\displaystyle E_{\mathrm {Schm} }(|\psi \rangle \langle \psi |)=1}. Für reine Zustände spricht man auch vom Schmidt-Rang.
Für gemischte Zustände {\displaystyle \rho } charakterisiert man jede Zerlegung {\displaystyle \rho =\sum _{k}p_{k}|\psi _{k}\rangle \langle \psi _{k}|} (mit {\displaystyle 0<p_{k}\leq 1\forall k} und {\displaystyle \sum _{k}p_{k}=1}) in ein Gemisch reiner Zustände {\displaystyle \psi _{k}} durch den maximalen Schmidt-Rang unter allen {\displaystyle \psi _{k}} und setzt
{\displaystyle E_{\mathrm {Schm} }(\rho ):=\mathrm {min} _{\rho =\sum _{k}p_{k}|\psi _{k}\rangle \langle \psi _{k}|}\left\{\mathrm {max} _{k}\left\{E_{\mathrm {Schm} }(|\psi _{k}\rangle \langle \psi _{k}|)\right\}\right\}},
das heißt, {\displaystyle E_{\mathrm {Schm} }(\rho )} is gleich dem kleinsten maximalen Schmidt-Rang, der in einer Zerlegung von {\displaystyle \rho } auftreten muss. Dass es sich bei der Schmidt-Zahl um ein Verschränkungsmaß handelt, wurde 1999 von Terhal und Horodecki gezeigt. Für separable Zustände gilt {\displaystyle E_{\mathrm {Schm} }(\rho )=1}, da sie als Mischung von Produktzuständen geschrieben werden können.
{\displaystyle E_{\mathrm {Schm} }(\rho )} hat einige ungewöhnliche Eigenschaften. Zum Beispiel muss das Maß für zwei Kopien eines Zustands nicht größer sein als für eine allein (maximal nicht-additiv). Bei der Frage nach dem Zusammenhang von Verschränkung und den Speedup von Quantencomputern bewies Vidal, dass ein begrenzter Schmidt-Rang eine effiziente Simulation eines Quantencomputers ermöglicht (sofern die betrachteten Zustände rein bleiben) und van den Nest zeigte, dass es damit im Gegensatz zu den meisten anderen (stetigen) Verschränkungsmaßen steht, bei denen eine polynomial kleine Menge an Verschränkung für einen Quanten-Speedup genügt. Das Maß hat sich auch als Basis für eine Verallgemeinerung zur Mehrparteienverschränkung als nützlich erwiesen.

## Verschränkung mehrerer Systeme
Die Quantifizierung der Verschränkung zwischen drei und mehr Teilsystemen ist grundsätzlich ein komplexes mathematisches Thema und Gegenstand aktueller Forschung. Bekannt ist, dass es verschiedene Typen von Verschränkung gibt, beispielsweise paarweise Verschränkung zwischen je zwei Teilsystemen oder Verschränkung zwischen allen Teilsystemen, die dann aber weniger stark zwischen Paaren ist.

### 3-Tangle
Der 3-Tangle (engl. three-tangle oder residual tangle) beschreibt die Verschränkung dreier Qubits A, B, C durch die Differenz von bipartiten Verschränkungsmaßen.
Für reine Zustände von drei Qubits ist der 3-Tangle definiert als
{\displaystyle \tau _{A:B:C}(\rho )=\tau _{A:BC}(\rho )-\tau _{A:B}(\rho )-\tau _{A:C}(\rho )}.
Hier steht {\displaystyle \tau _{A:BC}(\rho )} für den 2-Tangle des Zustands {\displaystyle \rho }, aufgefasst als Zustand eines bipartiten Systems bestehend aus A und (BC), während {\displaystyle \tau _{A:B}(\rho )} der 2-Tangle des reduzierten Zustands {\displaystyle \mathrm {tr} _{C}(\rho )} (nach Partialspurbildung über das System C) ist. In beiden Fällen ist der 2-Tangle durch das Quadrat der Concurrence gegeben. Der 3-Tangle ist invariant unter Permutation der drei Parteien. Er quantifiziert den Teil der Verschränkung von {\displaystyle \rho }, die nicht bipartit ist.
Für gemischte Zustände kann der 3-Tangle über eine Konvexes-Dach-Konstruktion definiert werden.

### Formationsverschränkung
Für beliebige Zustände {\displaystyle \rho } ist die Formationsverschränkung {\displaystyle E_{F}} definiert als:
{\displaystyle E_{F}(\rho )=\inf _{p_{k},|\phi _{k}\rangle }\sum _{k}p_{k}S((\rho _{A})_{k})}
Für bipartite Systeme vereinfacht sich diese Definition zur oben genannten analytischen Formel.